# Ausia
Ausia ist eine recht rätselhafte, ausgestorbene Tiergattung des Ediacariums, deren taxonomische Stellung nicht geklärt ist.

## Etymologie und Erstbeschreibung
Ausia ist das latinisierte Femininum der Typlokalität Aus in Namibia. Die Taxonbezeichnung fenestrata (befenstert) leitet sich – in Anspielung an die vielen Öffnungen des Fossils – von fenestra (bzw. fenestrare), dem lateinischen Wort für Fenster ab.
Das Fossil wurde 1985 von Hahn und Pflug erstmals wissenschaftlich beschrieben.

## Vorkommen
Das einzige bisher bekannte Fossil von Ausia fenestrata stammt aus dem Kuibis-Quarzit der Nama Group, die zur Zeit des Ediacariums im Nama-Vorlandbecken im Zentrum und im Süden Namibias abgelagert worden war.

## Beschreibung
Das 75 Millimeter lange und 15 bis 30 Millimeter breite Fossil ist ein Sandstein-Abdruck in typischer Nama-Erhaltung. Es hat eine längliche, sackartige Gestalt, die an einem Ende konisch zusammenläuft. Die Oberfläche wird von ovalen Vertiefungen („Fenstern“) durchbrochen, die mit regelmäßigen Abständen zueinander in parallelen, konzentrischen Reihen angeordnet sind.

## Taxonomie
Die genaue taxonomische Stellung von Ausia ist nicht geklärt. Das Fossil besitzt Ähnlichkeiten zu Burykhia aus den siliziklastischen Sedimenten des Vendiums an der Sjusma (Oblast Archangelsk, nördliches Russland).

### Taxonomische Interpretationen
Hahn und Pflug interpretieren Ausia als zur Familie der Veretillidae gehörig – Korallen, die zu den Seefedern gestellt werden. Das Fossil besitzt aber keinerlei Anzeichen für sekundäre Polypen, selbst wenn Hahn und Pflug diese in ihrer Rekonstruktionszeichnung darstellen. Im Fossilbericht sind außerdem bisher keine Veretilliden bekannt.
Manche Forscher sehen in den Vertiefungen Poren und deuten Ausia demzufolge als einen Vorfahren von Archaeocyathiden und anderen schwammartigen Organismen bzw. echten Schwämmen. Diese Ansicht wird von Adolf Seilacher nicht geteilt, der in den so genannten Fenstern nur Eindellungen zu erkennen meint.
Möglicherweise zählt Ausia zu den Seescheiden (Ascidiacea), einer zum Stamm der Chordatiere (Chordata) gehörenden Invertebratengruppe.

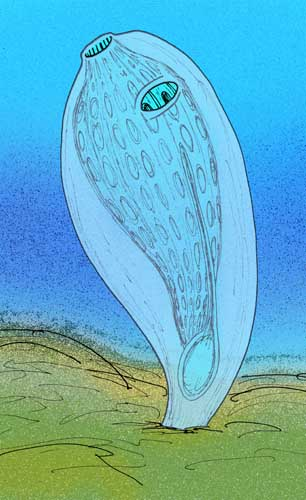
Rekonstruktion von Ausia fenestrata als Manteltier

Russische Neuuntersuchungen an dem ebenfalls zur Familie der Ausiidae gehörenden Taxon Burykhia legen eine Affinität mit den zu den Manteltieren (Tunicata) zählenden Seescheiden (Unterstamm Urochordata) nahe. Dieses russische Fossil misst über 90 Millimeter und seine aneinandergereihten, ovalen Vertiefungen werden von Strukturen separiert, die wahrscheinlich Eintiefungen an der Internwand des lebenden Organismus entsprechen. Die Autoren deuten die Fossilien von Burykhia als internen Sandabdruck einer ausgedehnten, sackartigen Körperhöhle, womöglich ein Schlund oder Lungensack. Habitat war ein seichtes Epikontinentalmeer, das sie zwischen 555 und 548 Millionen Jahren BP bevölkerten. Fedonkin und Kollegen sehen in diesen Fossilien den ältesten Nachweis für den Zweig der Chordatiere innerhalb der Vielzelligen Tiere (Metazoa).
Das nahestehende Taxon Yarnemia ascidiformis sowie Inkrylovia werden ebenfalls als Manteltiere interpretiert.
Jerzy Dzik ist der Ansicht, dass Ausia eine gewisse Ähnlichkeit mit den Halkieriidae aufweist, da ihr Körperbau genau dem gleicht, den Vorgänger der Halkieriidae laut der Coeloscleritopora-Hypothese an den Tag legen müssten.